# Celldifferentiering
Celldifferentiering, eller cellulär differentiering, är den processen vari en mängd olika celltyper med en viss funktion bildas. Det är alltså den processen i vilken en cell omvandlas till en celltyp med en specifik funktion och en unik fenotyp. Det är genom celldifferentiering som olika celler skapas som i sin tur kommer att utgöra olika vävnader hos en organism, till exempel muskelceller och nervceller, som utgör muskelvävnader respektive nervsystemet. Celldifferentiering är en kontrollerad process, som pådrivs av genreglering.

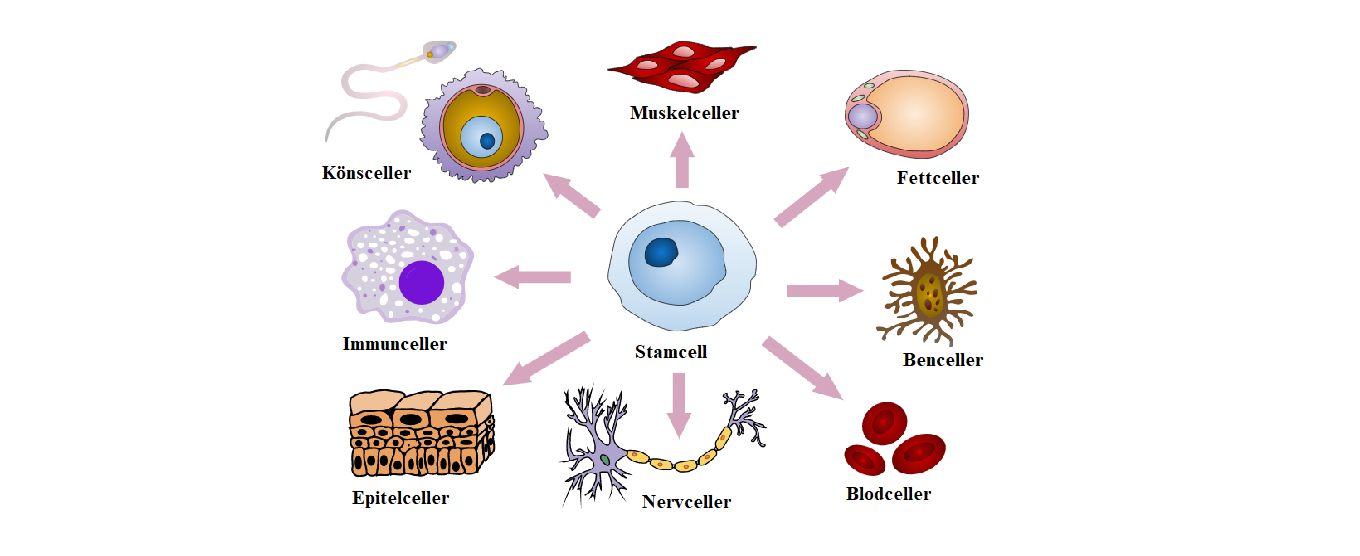
En stamcell som kan differentiera till olika celltyper

## Differentieringsprocessen
Syntesen av kolhydrater, proteiner och lipider är den biokemiska grunden för celldifferentiering. Detta då denna syntes katalyseras av enzymer, som i sin tur syntetiseras enligt en nukleotidsekvens eller en gen i DNA i cellkärnan. Den uppsättning gener som uttrycks i en cell samt till vilken nivå den uttrycks är vad ett differentieringstillstånd motsvarar.  
Genom replikation av DNA vid celldelning kopieras DNA-molekylen så att en identisk kopia av molekylen hamnar i varje dottercell. I och med detta så är organismens alla gener närvarande i cellens DNA, oavsett celltyp (med undantag av Erytrocyter). Skillnader mellan celltyper beror därför inte på frånvaron av vissa gener, utan snarare på uttrycket och undertryckandet av olika gener hos olika celltyper. Genom genreglering kan celler därför differentieras utan att oönskade gener hos en celltyp avlägsnas och förstörs. 
När celler differentieras så uttrycks endast gener som producerar proteiner som är specifika och karaktäristiska för just den celltypen. 
Differentieringsprocessen förändrar cellen på ett betydande sätt. Storleken, formen och energibehovet hos cellen förändras alla vid celldifferentiering. Denna process är dock inte irreversibel. Detta beror just på att den kontrolleras och pådrivs av genreglering. Det är därför möjligt för celler att dedifferentieras till mer primitiva och stamcellsliknande celler.

## Differentieringsmekanism
Uttryckandet av en gen kan regleras på flera olika sätt i olika celltyper. Det som har mest inflytande över genuttryck är kontroll av transkriptionen av DNA. I cellkärnan finns DNA i form av kromatin, det vill säga DNA bundet till histoner och andra icke-histonproteiner. I de delar av DNA:t där kromatinet har en ”öppen” konfiguration finns de aktiva generna. Det är just vid de aktiva generna som de regulatoriska proteinerna kan få tillgång till DNA:t. Kemiska modifieringar av de yttre delarna av histonmolekylerna och närvaron samt frånvaron av de genregulatoriska proteinerna är vad som påverkar hur pass luckert kromatinet är. 

### Transkriptionell kontroll
Med hjälp av regulatoriska sekvenser som är associerade med en gen utövas transkriptionell kontroll. Exempel på sådana sekvenser är promotorsekvensen, som är en region finns i närheten av transkriptionsstarten, och förstärkarsekvenser som är regioner som finns DNA:t och som ökar aktiviteten hos enzymerna som är involverade i transkriptionen. Det som påverkar huruvida transkription av en gen sker eller inte beror på bindningen av transkriptionsfaktorer till dessa regulatoriska sekvenser. Transkriptionsfaktorer är proteiner som dels har en DNA-bindande region, det vill säga som känner igen den specifika regulatoriska sekvensen i DNA:t, dels en effektregion, som aktiverar eller hämmar transkription av DNA. Transkriptionsfaktorerna fungerar genom att rekrytera enzymer som lägger till modifieringar, i form av till exempel acetylgrupper och metylgrupper, eller tar bort modifieringar från de yttre delarna av histonmolekylerna. På detta sätt styrs veckningen samt tillgängligheten av kromatinet till RNA-polymeras och andra transkriptionsfaktorer. 

#### DNA-metylering
DNA-metylering, en process i vilken en metylgrupp adderas till en eller flera nukleotider i DNA-molekylen, är ett exempel på hur celler kan differentiera genom genreglering. Metylering av DNA upprätthålls under DNA-replikation och leder till att Histondeacetylas, eller HDAC som det också kallas, rekryteras och tar bort acetylgrupper. Därmed blir histonen mer benägen att binda till DNA:t, vilket i sin tur leder till att kromatinen blir mindre öppen och därmed mindre tillgänglig för transkription.

## Nivåer av differentieringspotential
Olika celler har olika cellpotens, det vill säga förmågan att kunna differentiera till olika celltyper. Ju fler celltyper en cell kan differentiera till, desto större är cellens cellstyrka. Det finns huvudsakligen fyra olika cellpotenser: Totipotent, pluripotent, multipotent och unipotenta celler. De totipotenta cellerna kan differentiera till alla olika celltyper, och exempel på dessa är zygoter och sporer. Totipotenta celler kan även differentiera till vävnader utanför embryot som embryot är associerat till. Pluripotenta celler kan differentiera till flertalet av organismens celltyper. Exempel på pluripotenta celler är embryonala stamceller. Multipotenta celler är specialiserade till ett visst organ eller vävnad, och därför kan de oftast endast utvecklas till celltyper som finns i vävnaden eller organet. Blodstamceller, som senare kan utvecklas till olika blodceller är ett exempel på multipotenta celler. Unipotenta celler har lägst differentieringspotential och kan därför endast differentiera till en enda celltyp. Hudceller i epitelet är ett exempel på unipotenta celler. 